# Йован Чадженович
Йован Чадженович (чорн. Jovan Čađenović/Јован Чађеновић, нар. 13 січня 1995, Цетинє) — чорногорський футболіст, півзахисник мальтійського клубу «Хамрун Спартанс».

## Клубна кар'єра
Народився 13 січня 1995 року в місті Цетинє і приєднався до футбольної школи клубу «Партизан» у віці 15 років, з якою пройшов усі юнацькі категорії. У сезоні 2014/15 виступав за клуб-сателіт «Телеоптик» у Лізі Белград, після чого підписав свій перший професійний контракт з «Партизаном» 10 липня 2015 року. Пізніше він продовжив грати в оренді за «Телеоптик» у сезоні 2015/16, а наступний сезону 2015/16 провів у Першій лізі Сербії за клуб «Бежанія», через що так і не дебютував за «Партизан».
Влітку 2017 року Чаженович перейшов у «Земун», але зігравши лише два матчі, в останній день літнього трансферного вікна перейшов у «Борац» (Чачак), де провів наступний сезон.
Влітку 2018 року Чадженович перейшов у литовську «Судуву», де провів півтора року. З командою у обох сезонах ставав чемпіоном Литви, а також по разу виграв Кубок та Суперкубок країни. 15 листопада 2019 року було оголошено про відхід гравця з клубу після закінчення терміну його дії. За цей час він зіграв 27 матчів у Лізі А.
21 січня 2020 року перейшов до казахстанського клубу «Тараз», де провів наступний сезон, а протягом наступного 2021 року грав за інший місцевий клуб «Кайсар».
На початку 2022 року Чадженович повернувся до Сербії, де приєднався до клубу «Металац». До кінця сезону 2021/22 він зіграв за клуб 10 ігор у Суперлізі і забив 1 гол, але команда посіла передостаннє місце і вилетіла до Першої ліги, після чого чорногорець покинув клуб.
6 вересня 2022 року Йован на правах вільного агента приєднався до литовського «Паневежиса». Відіграв за клуб з Паневежиса наступні два сезони своєї ігрової кар'єри. Більшість часу, проведеного у складі «Паневежиса», був основним гравцем команди. 2023 року він виграв з командою чемпіонат Литви, а наступного року і Суперкубок країни, реалізувавши свій післяматчевий пенальті у грі проти «Трансінвеста». Загалом чорногорець зіграв 76 матчів у чемпіонаті Литви за «Паневежис», забивши 4 голи та віддавши 2 результативні передачі. Також він провів 4 матчі в Кубку країни та один матч у Суперкубку, а на міжнародному рівні зіграв у чотирьох матчах Ліги чемпіонів, двох матчах Ліги Європи та шести матчах Ліги конференцій, при цьому в останньому з цих турнірів півзахисник забив один гол, реалізувавши пенальті.
На початку 2025 року приєднався до мальтійського клубу «Хамрун Спартанс», з яким того ж року став чемпіоном Мальти. Станом на 4 липня 2025 року відіграв за хамрунський клуб 17 матчів в національному чемпіонаті.

## Виступи за збірну
2013 року дебютував у складі юнацької збірної Чорногорії (U-19), загалом на юнацькому рівні взяв участь у 4 іграх.

## Титули і досягнення
- Чемпіон Литви (3):

«Судува»: 2018, 2019
«Паневежис»: 2023
- Володар Кубка Литви (1):

«Судува»: 2019
- Володар Суперкубка Литви (2):

«Судува»: 2019
«Паневежис»: 2024
- Чемпіон Мальти (1):

«Хамрун Спартанс»: 2024/25